# Brachyrhaphis hessfeldi
Brachyrhaphis hessfeldi är en fiskart som beskrevs av Meyer och Etzel 2001. Brachyrhaphis hessfeldi ingår i släktet Brachyrhaphis och familjen Poeciliidae. Inga underarter finns listade.